# Йоавески
Йо́аве́ски (эст. Joaveski) — деревня на севере Эстонии в волости Куусалу, уезд Харьюмаа. 

## География и описание
Расположена недалеко от побережья Балтийского моря. Расстояние до Таллина — 57 км. Высота над уровнем моря — 64 метра. На окраине деревни, на реке Лообу, находится одноимённый водопад. 
Климат умеренный. Официальный язык — эстонский. Почтовый индекс — 74813.

## Население
По данным переписи населения 2021 года, в деревне проживали 22 человека, все — эстонцы.
Численность населения деревни Йоавески по данным переписей населения:
| Год  | 1959 | 1970  | 1979  | 1989 | 2000 | 2011 | 2021 |
| ---- | ---- | ----- | ----- | ---- | ---- | ---- | ---- |
| Чел. | 201  | ↘ 171 | ↘ 118 | ↘ 68 | ↘ 60 | ↘ 33 | ↘ 22 |

## История
В письменных источниках 1510 года упоминается de Möhle thom Falle (мельница), 1583 года — Joha Quarn (мельница), 1844 года — Joaweski.
Официально деревня появилась не позднее 1970 года. Она возникла недалеко от старой мельницы, от неё же и получила своё название (′joaveski′ с эст. — «Водопадная мельница») . Часть прежней деревни была объединена с деревней Ныммевески.